# Keping
Keping  è il nome preso di diverse monete coniate da alcune comunità dell'area dell'attuale Malaysia.
Il keping è stato la valuta di Kelantan e di Trengganu, fino al 1909, prima che entrambe le monete fossero sostituite dal dollaro dello Stretto.
Il keping del Kelatan era suddiviso in 10 pitis. Furono coniate monete in stagno da 1 pitis, da 1 e 10 keping. Tutte recavano sia al dritto che al rovescio legende in alfabeto arabo e la data espressa secondo il calendario islamico. Le monete recano data dal 1256 AH (1841 AD) al 1323 AH (1906 AD)
Il  keping di Trengganu, era suddiviso in 10 pitis. Furono coniate monete in stagno da 1 pitis e da 10 keping, in rame da 1 keping.
Il keping fu usato anche in Malacca dove furono coniate monete a 1 e 2 keping in rame dal 1247 AH al 1251. Il keping del Perak fu coniato in rame nel 1251 AH, quello di Selangor, coniato nello stesso anno, era anch'esso in rame.
Era suddiviso in 100 keping il dollaro di Sumatra.